# Юг (приток Тимшора)

Юг — река в России, протекает по Чердынскому и Гайнскому районам Пермского края. Устье реки находится в 94 км по левому берегу реки Тимшор. Длина реки — 16 км.
Истое реки на южных склонах горы Тимшор (213 м НУМ, восточные отроги Северных Увалов). Река течёт на юг по ненаселённой лесистой местности. Приток — Ичет-Юг (левый). Впадает в Тимшор в 37 км к северо-востоку от села Гайны.

## Данные водного реестра
По данным государственного водного реестра России относится к Камскому бассейновому округу, водохозяйственный участок реки — Кама от истока до водомерного поста у села Бондюг, речной подбассейн реки — бассейны притоков Камы до впадения Белой. Речной бассейн реки — Кама.
По данным геоинформационной системы водохозяйственного районирования территории РФ, подготовленной Федеральным агентством водных ресурсов:
- Код водного объекта в государственном водном реестре — 10010100112111100003451
- Код по гидрологической изученности (ГИ) — 111100345
- Код бассейна — 10.01.01.001
- Номер тома по ГИ — 11
- Выпуск по ГИ — 1